# René Meulensteen
René Meulensteen (født 25. marts 1964) er en hollandsk fodboldtræner, der senest var manager for Maccabi Haifa F.C. i den israelske fodboldliga.
Han startede sin trænerkarriere ved at være ungdomstræner for Qatars U16 og U17 landshold. I 1999 vandt han Arab Cup (den arabiske Champions League) med Al-Etehad fra Qatar. Fra 2001 var han talenttræner og senere (fra 2005) træner for reserveholdet i Manchester United.
Han valgte i 2006 at tage turen til Danmark, hvor han blev cheftræner i Brøndby IF. Men problemer med ledelsen og familien gjorde at han forlod Brøndby i 2007.
Han fik derefter arbejde i Manchester United igen, denne gang som assistenttræner for førsteholdet.
I 2013 blev Meulensteen ansat som førsteholdstræner i Fulham F.C. og overtog managersædet, da Martin Jol blev fyret den 1. december. Meulensteen blev selv fyret 14. februar 2014 og afløst af Felix Magath.
Fra 2016 til 2017 var Meulensteen cheftræner for israelske Maccabi Haifa F.C.